# Chiesa di Santa Maria Addolorata (Rifiano)
La chiesa di Santa Maria Addolorata, detta anche santuario della Madonna Addolorata, è la parrocchiale di Rifiano, in provincia di Bolzano e diocesi di Bolzano-Bressanone; fa parte del decanato di Merano-Passiria.

## Storia

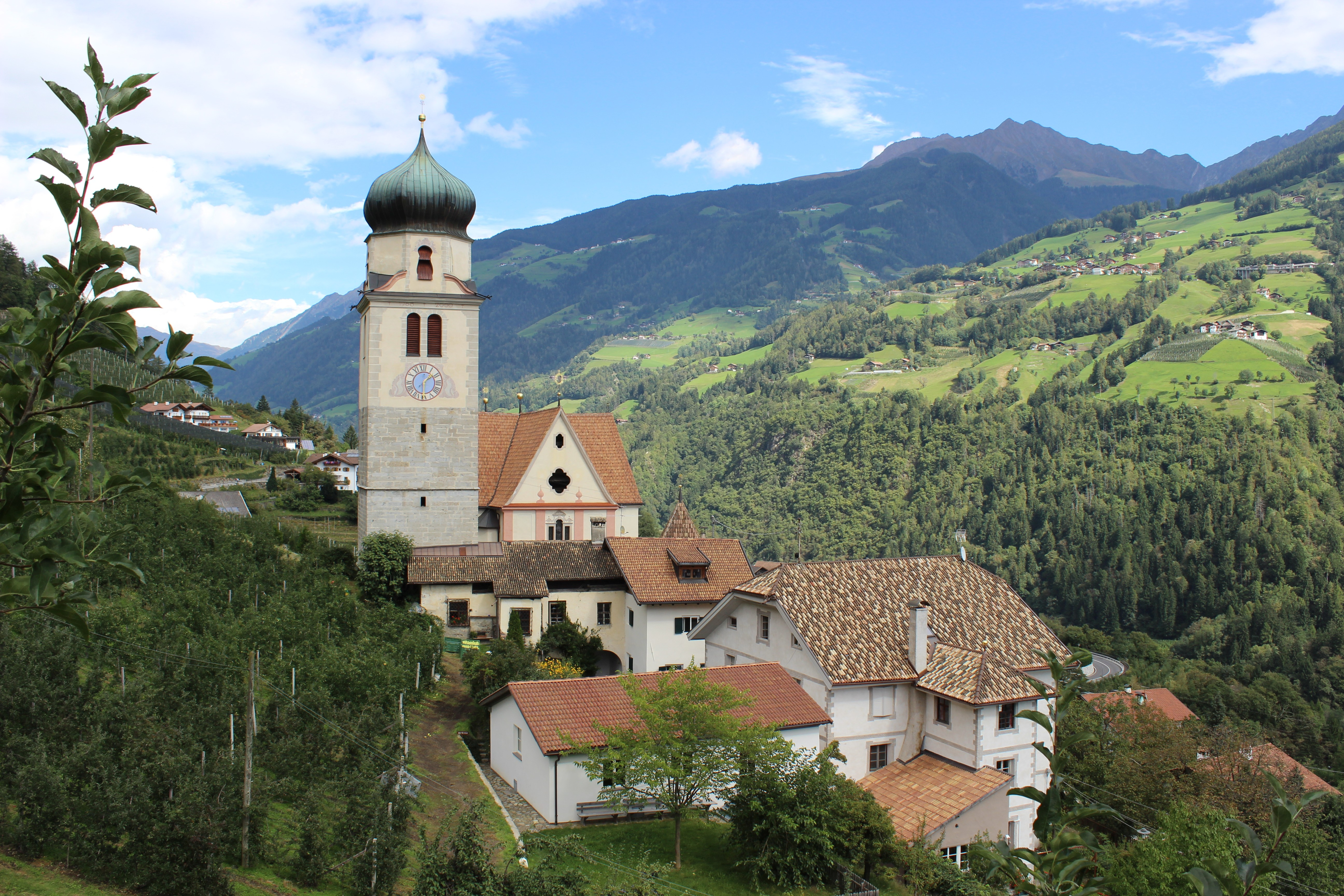
Il santuario visto da un'altra angolatura

Si narra che un contadino di Rifiano, attratto da un raggio di luce che proveniva dalla riva del fiume Passirio, abbia trovato lì un'immagine raffigurante la Beata Vergine Addolorata e che gli abitanti del paese abbiano deciso - dopo il ritrovamento - di edificare in paese una chiesa in cui collocare l'immagine; i lavori, però, procedevano a rilento dal momento che di notte crollava misteriosamente ciò che durante la giornata veniva costruito e, stando così le cose, si deliberò di realizzare la chiesetta proprio dove era stata rinvenuta la sacra immagine.
Il primitivo santuario fu edificato probabilmente in stile romanico nel 1398; tale cappella venne sostituita nel 1430 da una nuova chiesa gotica, consacrata nel 1465.
L'attuale parrocchiale fu costruita in stile barocco su progetto di Francesco Delai tra il 1668 e il 1673.

## Descrizione

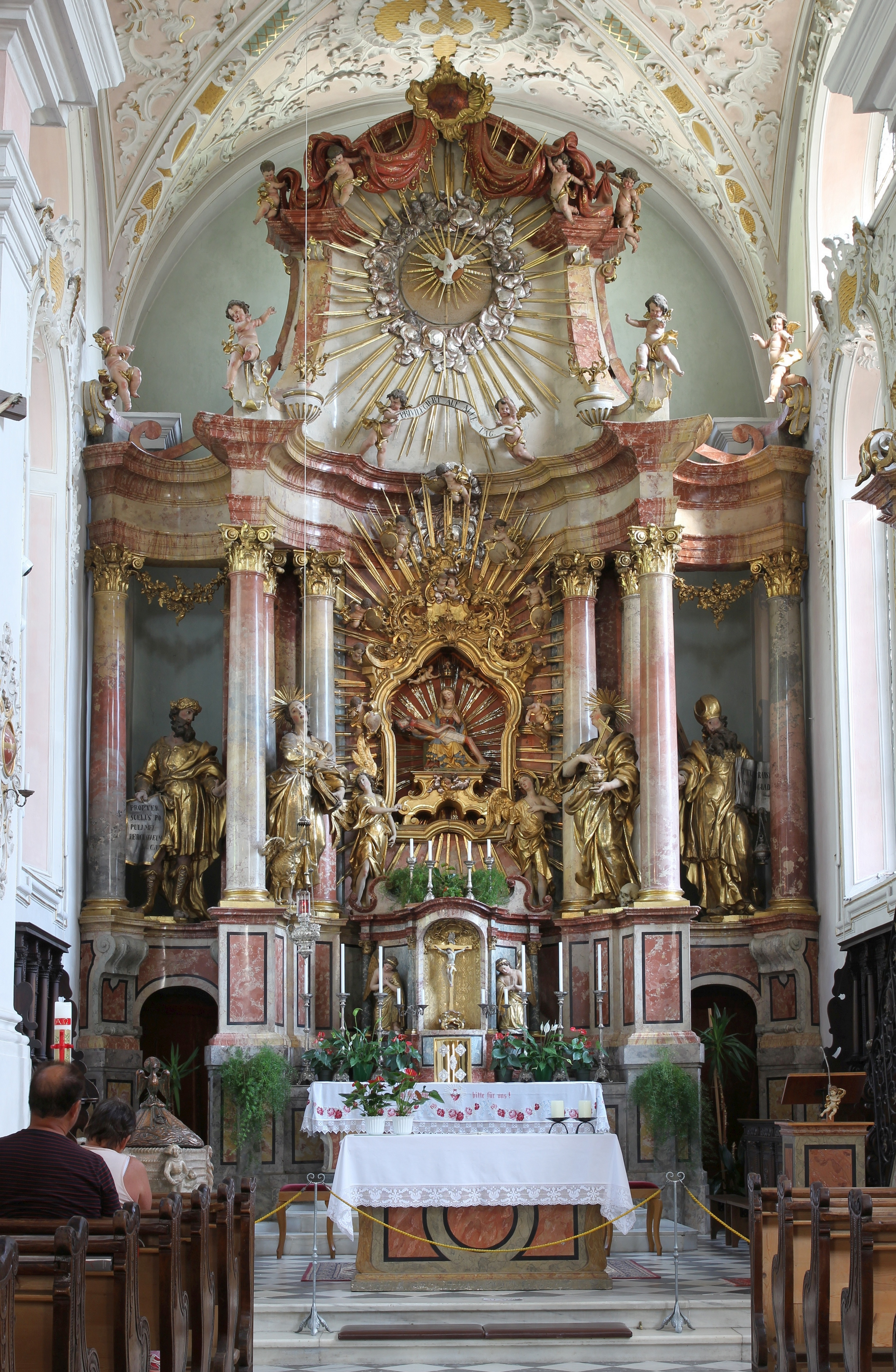
L'interno con l'altare maggiore

La facciata della chiesa è caratterizzata da alcune nicchie all'interno delle quali son poste altrettante statue.
L'interno, ad un'unica navata, presenta una cupola a sesto ribassato e, nell'abside, che è di forma rettangolare, una volta a crociera.

Opere di pregio qui conservate sono il fonte battesimale in pietra, risalente al XV secolo, l'altare maggiore del 1749 impreziosito da statue scolpite da Gioacchino Forster e da Baldassarre Horer, il gruppo della Pietà, in stucco dipinto realizzato verso il 1420, l'affresco con soggetto l'Ascensione di Maria, eseguito da Josef Strickner nel 1777, l'immagine della Beata Vergine Addolorata, eseguita verso il 1415, la pala che ritrae la Madonna del Rosario con santi, opera di Joseph Wengenmayr, e la tela il cui soggetto è la Beata Vergine Maria mentre sconfigge il male, dipinta da Matthias Pussjäger.